# Liste der Naturdenkmale in Schramberg
| Naturdenkmale | Anzahl |
| ------------- | ------ |
| FND           | 2      |
| END           | 3      |
| Gesamt        | 5      |

Die Liste der Naturdenkmale in Schramberg nennt die verordneten Naturdenkmale (ND) der im baden-württembergischen Landkreis Rottweil liegenden Stadt Schramberg. In Schramberg gibt es insgesamt fünf als Naturdenkmal geschützte Objekte, davon zwei flächenhafte Naturdenkmale (FND) und drei Einzelgebilde-Naturdenkmale (END).
Stand: 1. November 2016.

## Flächenhafte Naturdenkmale (FND)
| Name                     | Bild | Kennung     | Einzelheiten | Position | Fläche Hektar | Datum         |
| ------------------------ | ---- | ----------- | ------------ | -------- | ------------- | ------------- |
| Vierhäuser-Waldteich     | BW   | 83250530002 | Schramberg   | ⊙        | 0,1           | 3. Dez. 1982  |
| Wiesenwaldweiher         | BW   | 83250530001 | Schramberg   | ⊙        | 0,1           | 28. Jan. 1980 |
| Legende für Naturdenkmal |      |             |              |          |               |               |

## Einzelgebilde (END)
| Name                                | Bild | Kennung     | Einzelheiten | Position | Fläche Hektar | Datum         |
| ----------------------------------- | ---- | ----------- | ------------ | -------- | ------------- | ------------- |
| Friedenslinde                       | BW   | 83250530147 | Schramberg   | ⊙        | 0,0           | 21. Okt. 1950 |
| 1 Weidfichte                        | BW   | 83250530159 | Schramberg   | ⊙        | 0,0           | 10. Dez. 1950 |
| 2 Linden bei der Falkensteinkapelle | BW   | 83250530146 | Schramberg   | ⊙        | 0,0           | 21. Okt. 1950 |
| Legende für Naturdenkmal            |      |             |              |          |               |               |